# كلهاتا
كلهاتا أو قلهاتا هي ملكة نوبية كوشية عاشت في عهد الأسرة الخامسة والعشرون في مصر، وهي زوجة الملك شبتاكا.
وهي ابنة الملك بعانخي وزوجة أخيها الملك شباكا ، وقد تم التعرف عليها من اللوحة المعروفة بـ «لوحة الحلم» والمحفوظة الآن بالمتحف المصري بالقاهرة الخاصة بابنها الملك تانوتآمون ومن هرمها الخاص رقم 5 الذي دفنت فيه في مدينة الكرو التاريخي شمال السودان. ، وقد أظهرت السجلات الأشورية ان الملك تنوت أماني هو ابن أخت الملك  تهراقا ، كما كتب علي جدران غرفتها الجنائزية انها أم الملك تنوت أماني .